# Селегас
Селегас (итал. Selegas) — коммуна в Италии, располагается в регионе Сардиния, подчиняется административному центру Кальяри.
Население составляет 1523 человека, плотность населения составляет 74,26 чел./км². Занимает площадь 20,51 км². Почтовый индекс — 9040. Телефонный код — 070.
Покровительницей коммуны почитается святая Анна, празднование 26 июля.